# Henry B. Plant
Henry Bradley Plant (27 de octubre de 1819 - 23 de junio de 1899) fue un hombre de negocios, empresario e inversor estadounidense, involucrado en muchos intereses y proyectos de transporte, principalmente ferrocarriles y barcos de vapor, en el sureste de los Estados Unidos, interviniendo decisivamente en el desarrollo turístico y hotelero de la costa oeste de Florida, y especialmente de la ciudad de Tampa.

## Semblanza general
Plant nació en octubre de 1819 en Branford, Connecticut, e ingresó en el servicio ferroviario en 1844, sirviendo como mensajero del correo exprés en el Ferrocarril de Hartford y New Haven hasta 1853, tiempo durante el cual estuvo a cargo del negocio exprés de la línea. Se fue al sur de Estados Unidos en 1853 y estableció líneas exprés en varios ferrocarriles del sur, y en 1861 organizó la Southern Express Co. y se convirtió en su presidente. En 1879 compró, junto con otros socios, el Ferrocarril Atlántico y del Golfo de Georgia, y luego reorganizó el Ferrocarril Savannah, Florida y Western, del que se convirtió en presidente. Compró y reconstruyó, en 1880, el Ferrocarril de Savannah y Charleston (posteriormente de Charleston y Savannah). No mucho después de esto, organizó la Plant Investment Co., para controlar estos ferrocarriles y promover sus intereses en general, y más tarde estableció una línea de barcos de vapor en el río St. John's, en Florida. Desde 1853 hasta 1860 fue superintendente general de la división sur de Adams Express Co., y en 1867 se convirtió en presidente de la Texas Express Co. En la década de 1880, la mayoría de sus líneas de ferrocarril y vapor acumuladas se combinaron en el Sistema Plant, que más tarde se convirtió en parte del Ferrocarril de la Costa Atlántica. 
Plant es particularmente conocido por conectar el área previamente aislada de Tampa Bay y el suroeste de Florida con el sistema ferroviario de la nación y establecer un servicio regular de barcos de vapor entre Tampa, Cuba y Cayo Hueso, ayudando a generar una enorme población y crecimiento económico en la región. Para promover el tráfico de pasajeros, construyó un gran complejo hotelero, el Hotel Tampa Bay, junto a su línea de ferrocarril a través de Tampa, así como varios hoteles más pequeños más al sur, iniciando la industria turística del área. Su rival y a veces interesado colaborador, Henry Flagler, también generó un considerable crecimiento económico a lo largo de la costa opuesta de Florida, al construir el Ferrocarril de la Costa Este de Florida junto con varios centros turísticos a lo largo de su ruta.

## Primeros años
Henry Bradley Plant fue el fundador del Sistema Plant de ferrocarriles y barcos de vapor. Nació en Branford, Connecticut, hijo de Betsey (Bradley) y Anderson Plant, un próspero agricultor. Era descendiente de John Plant, quien probablemente emigró de Inglaterra y se estableció en Hartford, Connecticut, alrededor de 1639. Cuando tenía seis años, su padre y su hermana menor murieron de tifus. Varios años más tarde, su madre se casó nuevamente y lo llevó a vivir primero en Martinsburg, Nueva York, y luego en New Haven, Connecticut, donde asistió a una escuela privada. Su abuela, Betsy Plant, que esperaba que se convirtiera en clérigo, le ofreció una educación en el Yale College, pero, impaciente por comenzar una carrera activa, consiguió un trabajo como chico asistente de un capitán, bracero de cubierta y hombre para todo... y empezó a trabajar en un barco de vapor, The New York, navegando entre New Haven y la ciudad de Nueva York. 

## Guerra Civil
Entre sus diversos deberes estaba la custodia de los paquetes urgentes. Esta línea de negocios, hasta entonces descuidada, se organizó de manera efectiva. Después de casarse con Ellen Blackstone en 1843, Plant decidió dejar de navegar y se empleó con Beecher and Company, una compañía exprés ubicada en New Haven que fue adquirida por la Adams Express Company. Plant fue transferido de los barcos de vapor a los ferrocarriles. Después de unos años, se le puso a cargo de la antigua oficina de York de la compañía. En 1853 se le recomendó a su esposa, Ellen Elizabeth (Blackstone) Plant, establecerse en el sur por sus problemas de salud. Después de un viaje de ocho días, los Plant llegaron a Florida en marzo y pasaron varios meses en una casa privada cerca de Jacksonville, por entonces una pequeña aldea. Plant quedó impresionado con las posibilidades del futuro desarrollo de Florida. 
Al año siguiente, después de que su esposa volviera a viajar al sur por su salud, solicitó y obtuvo la responsabilidad de todos los intereses de la Adams Express Company en el territorio al sur de los ríos Potomac y Ohio. Superando grandes dificultades, organizó y extendió con éxito el servicio expreso a través de esta región, donde las instalaciones de transporte, aunque crecían rápidamente, todavía eran deficientes y descoordinadas. Al acercarse la Guerra Civil, los directores de la Adams Express, temiendo la confiscación de sus propiedades del sur, decidieron vendérselas a Plant mediante un pagaré de 500.000 dólares. Con los accionistas sureños de la compañía, organizó en 1861 la Southern Express Company, una corporación de Georgia, y se nombró presidente. Como se había forjado una reputación de proporcionar un servicio expreso fiable y eficiente, el gabinete del presidente Davis convirtió a la compañía de Plant en el agente de la Confederación para recaudar aranceles y transferir fondos. En 1863, alegando una enfermedad grave, abandonó su hogar en Augusta con un salvoconducto firmado por Jefferson Davis y navegó a Bermudas. Después de pasar un mes allí, viajó a Canadá, Connecticut e Inglaterra. Cuando estuvo en Francia, se le informó de que su pasaporte confederado no era válido. Después de una discusión con las autoridades francesas, se llegó a una resolución inusual cuando se le emitió un pasaporte francés que lo declaraba ciudadano estadounidense que residía en Georgia, lo que le permitió viajar extensamente por Europa y luego pudo volver a entrar en los Estados Unidos cuando regresó a Nueva York, camino de Canadá.

## Después de la Guerra Civil
Después de la guerra, Plant regresó al sur en febrero de 1865 para reclamar sus intereses comerciales, principalmente la Southern Express. Los ferrocarriles del sur habían quedado prácticamente arruinados y muchas compañías ferroviarias se declararon en quiebra durante la depresión de 1873. En esta situación, encontró su oportunidad. Convencido de la rápida reactivación económica del Sur, compró en ventas de ejecuciones hipotecarias en 1879 y 1880 el Ferrocarril Atlántico y del Golfo y el Ferrocarril de Charleston y Savannah. Con estas empresas como núcleo, comenzó a construir a lo largo de la costa del Atlántico sur un sistema de transporte que veinte años después incluía catorce compañías ferroviarias con 2100 millas (3360 km) de vías, una serie de líneas de barcos de vapor y varios hoteles importantes. En 1882 organizó, con la ayuda de inversores del norte (entre los que se encontraban M. K. Jesup, W. T. Walters y Henry Morrison Flagler, quien sería clave en el desarrollo de la costa este de Florida), la Plant Investment Company, una sociedad de cartera para la gestión de la empresa conjunta y de las diversas propiedades bajo su control. Reconstruyó y extendió varios ferrocarriles pequeños para disponer de un servicio continuo en todo el estado, y al proporcionar mejores conexiones a través de líneas hacia el norte, brindó a los productores de naranjas de Florida un acceso más rápido y más barato a los mercados del norte. 
En 1887, Plant construyó el Hotel PICO en Sanford para el alojamiento de sus pasajeros de ferrocarril y de los vapores con destino a Florida Central. Posteriormente, construyó o compró el Hotel Punta Gorda (1887), el Inn at Port Tampa (1888), el Hotel Kissimmee (1890), el Seminole Hotel (1891), The Ocala House (1883) y el Fort Myers Hotel (1898). 
Tampa, entonces un pueblo de unos pocos cientos de habitantes, se convirtió en la estación término de su ferrocarril del sur de Florida y también en el puerto de origen de una nueva línea de barcos de vapor a La Habana. Para el alojamiento de los visitantes de invierno en Tampa, construyó un enorme hotel al estilo de un palacio árabe que costó más de 3 millones de dólares, con 24.000 m² edificados en una parcela de 60 hectáreas. Fue el primero en Florida en tener un ascensor, luces eléctricas y un teléfono en cada habitación. El hotel se llamaba Tampa Bay y era famoso por su elegante arquitectura morisca y victoriana. El hotel ahora sirve como el edificio principal de la Universidad de Tampa y alberga el Museo Henry B. Plant. En 1898, este hotel ganó fama internacional como cuartel general militar de los Estados Unidos para la fuerza de invasión estadounidense durante la guerra hispanoamericana. Otro gran hotel de estilo victoriano establecido por Plant durante la década de 1890 fue el Belleview Biltmore cerca de Clearwater (Florida). 
El posterior crecimiento de la riqueza y la población de Florida y otros estados tributarios del Sistema Plant convirtió a su fundador en uno de los hombres más ricos y poderosos del Sur. Una buena constitución física, preservada por sus hábitos moderados, hizo posible que Henry Plant siguiera trabajando hasta los ochenta años.

## Vida posterior
Su primera esposa murió en febrero de 1861, y en 1873 se casó con Margaret Josephine Loughman, hija de Martin Loughman de la ciudad de Nueva York, quien con uno de sus dos hijos le sobrevivió. Fue honrado en la Exposición Internacional y los Estados del Algodón en 1895 en Atlanta, Georgia, que le dedicó el Día de Henry Plant. 
Henry Plant construyó o compró ocho hoteles, incluidos varios en Tampa y la nueva ciudad de Port Tampa, que construyó al final de su línea de ferrocarril. Su establecimiento más preciado fue el Hotel Tampa Bay, un lujoso complejo construido justo al otro lado del río Hillsborough desde Tampa. Construido con un costo de 3 millones de dólares, se dijo que era un intento de competir con su rival, el empresario Henry M. Flagler, que estaba desarrollando la costa este de Florida. 
En su testamento intentó evitar la partición de sus propiedades por un valor de aproximadamente 10 millones de dólares, al formar un fideicomiso en beneficio de su nieto, Henry Plant II (nacido en 1895), pero el testamento fue impugnado por su viuda y su hijo, y declarado nulo bajo las leyes del estado de Nueva York. Esta decisión hizo posible la consolidación de sus ferrocarriles con otras propiedades para formar la Atlantic Coast Line Railroad, hoy una parte clave de las operaciones en Florida de CSX Transportation. 
El hijo de Plant, Morton Freeman Plant (1852-1918), fue vicepresidente de Plant Investment Company de 1884 a 1902 y se distinguió como navegante. Fue copropietario del club de béisbol de Filadelfia en la Liga Nacional, y único propietario del club New London en la Liga del Este. De los muchos obsequios del joven Plant a hospitales y otras instituciones, los más notables fueron los tres dormitorios y la donación sin restricciones de un millón de dólares al Colegio para Mujeres de Connecticut. Su antigua mansión de 1905 en la Quinta Avenida de la ciudad de Nueva York es ahora la sede de la empresa de productos de lujo Cartier.

## Reconocimientos
- Henry B. Plant High School en Tampa, Florida y Plant City, Florida, llevan su nombre.
- El Museo Henry B. Plant está ubicado en el edificio principal del antiguo Hitel Tampa Bay en el campus de la Universidad de Tampa. El edificio ahora se llama Plant Hall en su honor.
- El Hospital Morton Plant en Clearwater, Florida, lleva el nombre del hijo de Henry Plant, cuya donación ayudó a construir el hospital.